# Buniwangi (Pagelaran)
Buniwangi is een bestuurslaag in het regentschap Cianjur van de provincie West-Java, Indonesië. Buniwangi telt 5723 inwoners (volkstelling 2010).